# John Torrington

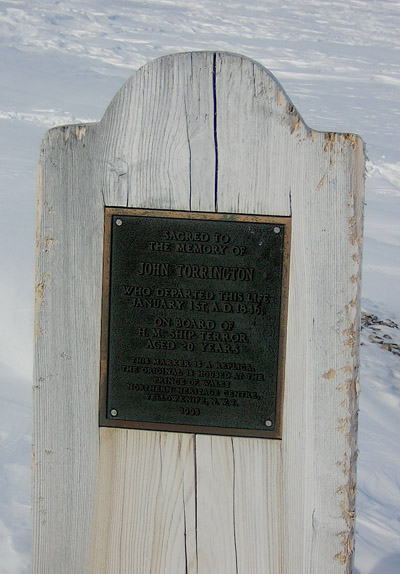
Tomba de John Torrington, a l'illa Beechey.

John Shaw Torrington (1825 - 1 de gener de 1846) fou un suboficial i explorador i fogoner britànic de la Royal Navy. Formà part del que en l'actualitat es coneix com a Expedició perduda de Franklin a la recerca del pas del Nord-oest, liderada per John Franklin i en què tota la tripulació va morir. El seu cos, ben conservat per les condicions de fred on fou enterrat, va ser exhumat el 1984 per intentar determinar la causa de la seva mort.

## Expedició al pas del Nord-oest
Torrington formava part d'Expedició perduda de Franklin per trobar el Pas del Nord-oest, una ruta marítima que havia d'unir Europa amb Àsia a través de la costa nord d'Amèrica del Nord, travessant l'oceà Àrtic i unit l'estret de Davis amb el de Bering. Des de Greenhithe, Anglaterra van salpar en dos vaixells, el HMS Terror i el HMS Erebus, el 19 de maig de 1845. Es calculava que el viatge duraria tres anys, de manera que els vaixells es van omplir amb provisions que incloïen més de 136.000 lliures de farina, 3.684 galons d'alcohol i 33.000 lliures de conserva de carn, sopa i vegetals, però a partir de juliol d'aquell mateix any ningú més en va saber mai més res d'ells.

## Expedicions de recerca
Foren nombroses les expedicions que s'organitzaren en la seva recerca, però no es descobrí res de significatiu fins que es trobaren unes runes de pedra, algunes llaunes de conserva i tres tombes en què reposaven els cossos momificats de Torrington, William Braine i John Hartnell. Torrington, sembla ser, havia mort uns set mesos després d'iniciar-se l'expedició, cosa que va donar lloc a preguntar-se perquè havien mort tan aviat els membres d'aquella expedició. El 1976 les tombes foren reubicades a l'illa Beechey, Nunavut, Canadà, i les làpides foren transferides al Centre Històric Príncep de Gal·les a Yellowknife. El 1980 l'antropòleg Owen Beattie decidí analitzar els cossos i tractar de resoldre el misteri.

## Autòpsia
Després d'assegurar-se que els descendents de Torrington estaven al cas del pla, Beattie i el seu equip van començar la seva tasca el 17 d'agost de 1984. El taüt de Torrington, enterrat al permafrost, a un metre i mig de profunditat va obligar a l'equip a cavar intensament per arribar-hi. Quan obriren el taüt es van adonar que les part exteriors del cos de Torrington estaven molt ben conservades, i que no hi havia gran diferència amb el dia en què fou enterrat. Per descongelar el cos, l'equip va decidir tirar aigua sobre el gel per així descongelar-lo lentament, sense causar cap dany al cos. Un cop descongelat, fou despullat per tal d'examinar-lo. Van veure que Torrington estava molt malalt en el moment de la seva mort, i de tan prim com estava, sols pesava 38,5 kg, se li notaven les costelles. Després de realitzar l'a autòpsia i prendre mostres de teixit l'equip va marxar per analitzar el que havien descobert.
Les mostres de teixit van revelar que el cos de Torrington probablement havia estat guardat a bord del vaixell mentre s'excavava la seva tomba; en gairebé totes les àrees significatives hi havia hagut un procés d'autòlisi i la definició a nivell cel·lular era molt pobra. El seu cervell quasi havia desaparegut del tot, deixant només un "líquid granular groc". Els pulmons van mostrar les cicatrius anteriors provocades per la tuberculosi, així com signes recents de pneumònia. L'anàlisi de toxicologia va mostrar nivells elevats de plom a cabells i ungles, per la qual cosa l'equip va concloure que Torrington havia mort de pneumònia, després de patir diverses complicacions als pulmons, que es van agreujades per la intoxicació per plom. Beattie creu que el menjar enllaunat és la font més probable de la intoxicació. Altres proves van revelar una alta quantitat de plom en els tres cossos, cosa que va dur a pensar que aquesta va ser la causa principal del fracàs de l'expedició.
Les fotografies de Torrington, en un notable estat de conservació, foren difoses àmpliament, i fins i tot la revista People el va nomenar una de les personalitats més interessants del món el 1984. La fotografia inspirà James Taylor per escriure la cançó, "The Frozen Man".